# KkStB 95
Die kkStB 95 war eine Tenderlokomotivreihe der k.k. Staatsbahnen Österreichs, deren Lokomotiven ursprünglich von der Lemberg-Czernowitz-Jassy-Eisenbahn (LCJE) und von der Galizischen Carl Ludwig-Bahn (CLB) stammten.

## KkStB 9501–9503
Die Lemberg-Czernowitz-Jassy-Eisenbahn beschaffte 1865 vier Lokomotiven dieser Bauart und ordnete sie als Reihe IIIa mit den Nummern 101–104 ein.
Die 103 und 104 wurden 1874 an die Erzherzog Albrecht-Bahn (EAB) verkauft.
Die 104 kam 1880 im Zuge der Verstaatlichung der EAB als 9501 zur kkStB.
Die verbleibenden LCJE-Maschinen wurden ab 1889 von der kkStB als 9502–9503 bezeichnet.

## KkStB 95.11–12
Die Galizische Carl Ludwig-Bahn beschaffte diese zwei Lokalbahnmaschinen 1884 bei der Lokomotivfabrik der StEG.
Sie wurden als Reihe V mit den Nummern 201–202 eingeordnet.
Nach der Verstaatlichung der CLB 1892 bezeichnete die kkStB die Maschinen als 95.11–12.
Keine der beiden Maschinen überlebte den Ersten Weltkrieg.